# Astragalus chionobiiformis
Astragalus chionobiiformis är en ärtväxtart som beskrevs av C.C.Towns. Astragalus chionobiiformis ingår i släktet vedlar, och familjen ärtväxter. Inga underarter finns listade i Catalogue of Life.